# Filip IV., španjolski kralj
Filip IV. Habsburški (španj. Felipe IV) (Valladolid, 8. travnja 1605. – Madrid, 17. rujna 1665.), španjolski kralj od 31. ožujka 1621. do svoje smrti, te kralj Portugala od 1621. – 1640. (kao Filip III.). Filip IV. je bio najstariji sin Filipa III. i nadvojvotkinje Margarite Austrijske.
Njegovu vladavinu obilježilo je, nakon nekoliko godine neuvjerljivih uspjeha, opadanje španjolske moći na političkom i vojnom planu, koji je rezultirao osamostaljenjem Nizozemske u Tridesetogodišnjem ratu. 
Njegovu vladavinu, kao i vladavinu njegovog prethodnika i nasljednika, obilježilo je zlatno doba španjolske umjetnosti. Cijenio je djela književnika Lope de Vege i Pedra Calderóna de la Barce. Mnogo je pomagao slikaru Diegu Velázquezu i drugim španjolskim slikarima toga vremena.
Časna sestra Marija od Isusa Agredska, više od 22 godine služila je kao duhovna (a ponekad i politička) savjetnica Filipa IV., na njegov zahtjev. Njihova preživjela prepiska uključuje preko 600 pisama.